# Chelatkomplexe

EDTA-Metallion-Chelatkomplex

Die Bezeichnung Chelatkomplexe – oder auch verkürzt als Chelate bezeichnet – steht in der Komplexchemie für Verbindungen, bei denen ein mehrzähniger Ligand (besitzt mehr als ein freies Elektronenpaar) mindestens zwei Koordinationsstellen (Bindungsstellen) des Zentralatoms einnimmt. Der Ligand heißt in diesem Fall Chelator (griech. Χηλή, chele für „Krebsschere“).
Beim Zentralatom handelt es sich meistens um ein zweifach positiv geladenes Metallion (etwa Fe2+, Cu2+). Liganden und Zentralatom sind über koordinative Bindungen verknüpft. Das bedeutet, das bindende Elektronenpaar wird allein vom Liganden bereitgestellt.

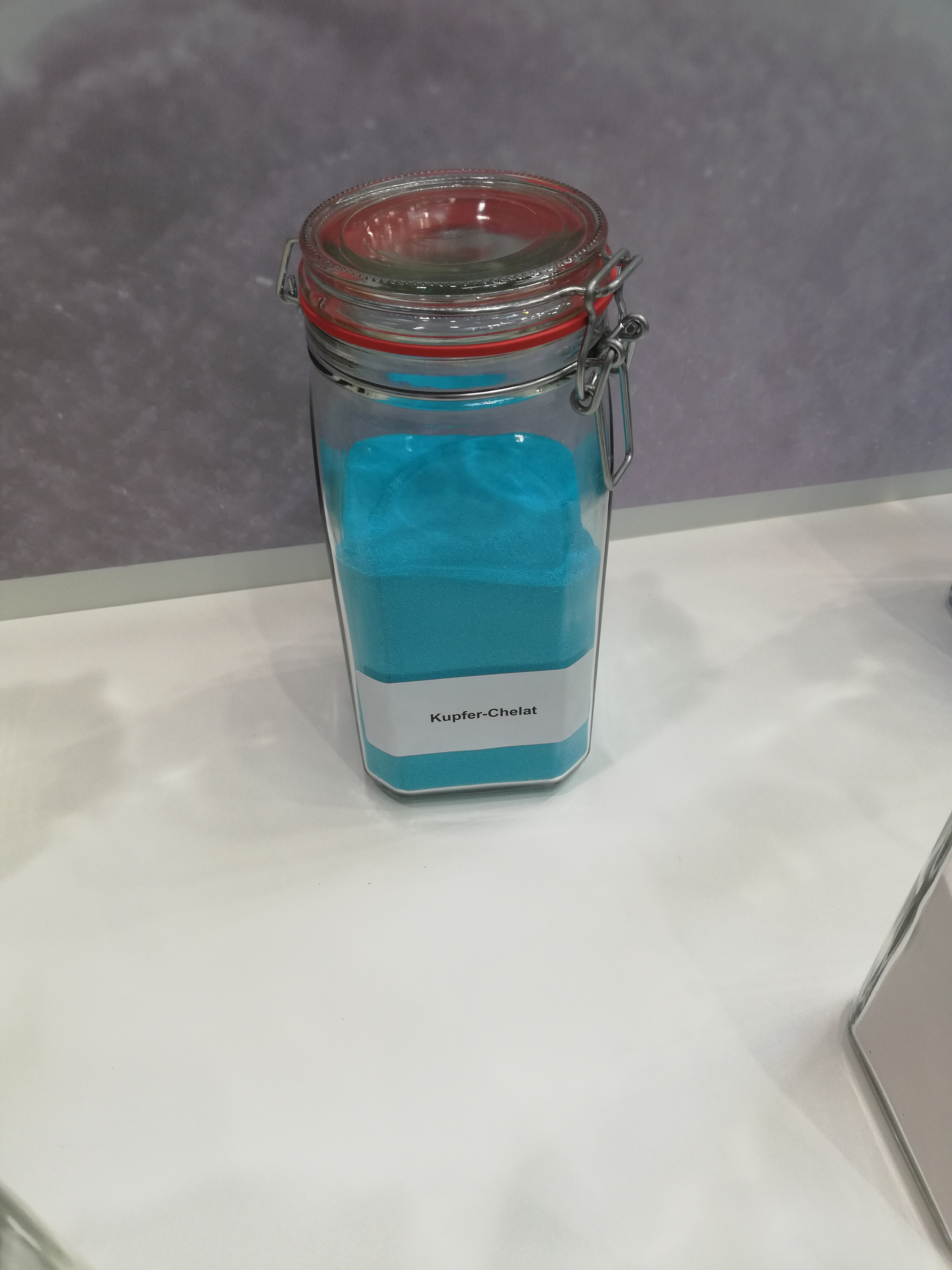
Kupferchelat auf Landwirtschaftsmesse EuroTier

Chelatkomplexe sind stabiler als gleiche Komplexe mit einzähnigen, nicht untereinander verknüpften Liganden. Dieser „Chelat-Effekt“ hat zwei Ursachen. Zum einen ist die Entropieabnahme bei der Komplexbildung geringer, was einen thermodynamischen Stabilisierungseffekt hat. Im obigen Beispiel bildet sich aus zwei Teilchen ein Komplex. Im Falle von nichtchelatisierenden Liganden würden sich sieben Teilchen zu einem Komplex verbinden. Zum anderen kann sich ein Chelatligand erst nach Auflösung aller Bindungen vom Zentralatom entfernen, was bedeutet, dass der Chelator viel schlechter vom Metallion dissoziieren kann. Damit steigt ebenfalls die Wahrscheinlichkeit der sofortigen Rekombination nach der Spaltung.
Als Beispiele dafür finden sich in der Natur etwa das Häm, das Chlorophyll oder Vitamin B12. Wichtig in der Medizin ist im Rahmen einer Chelat-Therapie z. B. das EDTA (Ethylendiamintetraacetat). Es findet auch in der analytischen Chemie bei Titrationen in der Chelatometrie Anwendung.

## Chelatliganden
Wichtige Chelatliganden sind:
| Ligand                                             | Abk.        | Zähnigkeit |
| -------------------------------------------------- | ----------- | ---------- |
| Acetylaceton                                       | acac        | 2          |
| Ethylendiamin                                      | en          | 2          |
| 2-(2-Aminoethylamino)ethanol                       | AEEA        | 3          |
| Diethylentriamin                                   | dien        | 3          |
| Iminodiacetat                                      | ida         | 3          |
| Triethylentetramin                                 | trien, TETA | 4          |
| Triaminotriethylamin                               | tren        | 4          |
| Nitrilotriacetat                                   | nta         | 4          |
| Bis(salicyliden)ethylendiamin                      | salen       | 4          |
| Ethylendiaminotriacetat                            | ted         | 5          |
| Ethylendiamintetraacetat                           | EDTA        | 6          |
| Diethylentriaminpentaacetat                        | DTPA        | 8          |
| Triethylentetraminhexaacetat                       | TTHA        | 10         |
| 1,4,7,10-Tetraazacyclododecan-1,4,7,10-tetraacetat | DOTA        | 8          |
| Oxalat                                             | ox          | 2          |
| Tartrat                                            | tart        | 2          |
| Citrat                                             | cit         | 3          |
| Dimethylglyoxim                                    | dmg         | 2          |
| 8-Hydroxychinolin                                  | oxin        | 2          |
| 2,2'-Bipyridin                                     | bpy         | 2          |
| 1,10-Phenanthrolin                                 | phen        | 2          |
| Dimercaptobernsteinsäure                           | DMSA        | 2          |
| 1,2-Bis(diphenylphosphino)ethan                    | dppe        | 2          |